# Дом Филевского (Таганрог)
Дом Филевского — полутораэтажное здание в городе Таганроге Ростовской области. Объект культурного наследия регионального значения. Решение № 301 от 18.11.92 г.
Адрес: г. Таганрог, ул. Греческая, 78.

## История
Полутораэтажное здание в городе Таганроге Ростовской области на ул. Греческой 78, было построено в 1866 году. Дом был построен на средства зубного врача Григория Александровича Вальтера. По его прошению был составлен проект на постройку здания на Греческой улице, 64 (ныне 78). В построенном доме семья Вальтеров прожила недолго, и съехала, не дождалась окончания его строительства. В начале 1870-х годах владельцами дома стали наследники купца Цысаренко, затем в нём жил инспектор железных дорог Николай Юлианович Майер, известный своей большой коллекцией картин. Его отец был учителем рисования в Мариинской женской гимназии, он также работал преподавателем технического черчения в 4-х классном училище.
В середине 1870-х годов домовладение отошло дворянской семье Гобято. Чиновник Николай Гобято, отец генерал-лейтенанта русской армии, изобретателя миномёта Леонид Николаевич Гобято, владел зданием в 1874—1886 годах.
Затем здание купил инженер технолог Александр Богданович Нентцель (1890—1898), потом — жена статского советника Вера Матвеевна Филевская (1906—1915).
В этом доме также жил почетный житель Таганрога Павел Петрович Филевский, преподаватель истории и географии Мариинской гимназии, историк города Таганрога, автор книги «История города Таганрога», выпущенной к 200-летнему юбилею города.

## Архитектура
Современное оформление фасада здания сильно отличается от спроектированного архитектором.
Полутораэтажный дом с семью окнами по горизонтали построен в стиле раннего классицизма. Вход в здание выполнен в его левой части. Въезд во двор здания через металлические ворота с декоративной решеткой и колоннами — справа.
Над окнами второго этажа сделаны сандрики. На крыше расположены антефиксы.
Дом является памятником истории и культуры регионального значения.